# دانشگاه چستر
دانشگاه چستر دانشگاهی در شهر چستر انگلستان است

## دانشکده‌ها
- دانشکده زبان
- دانشکده جغرافیا
- دانشکده تاریخ
- دانشکده دانش مالی
- دانشکده علوم و مهندسی
- دانشکده هنر

## نگارخانه

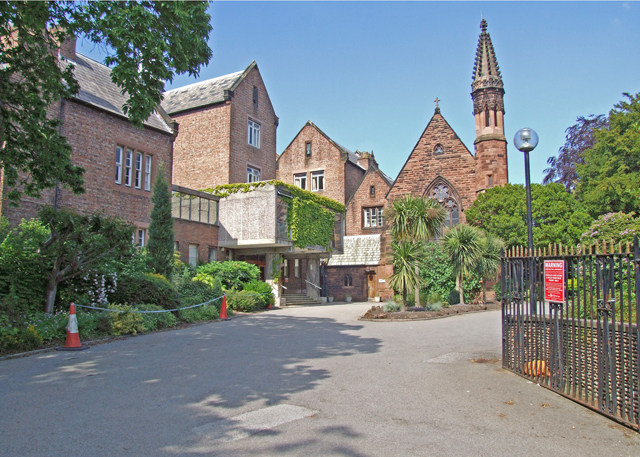
پردیس جاده پارک گیت، چستر
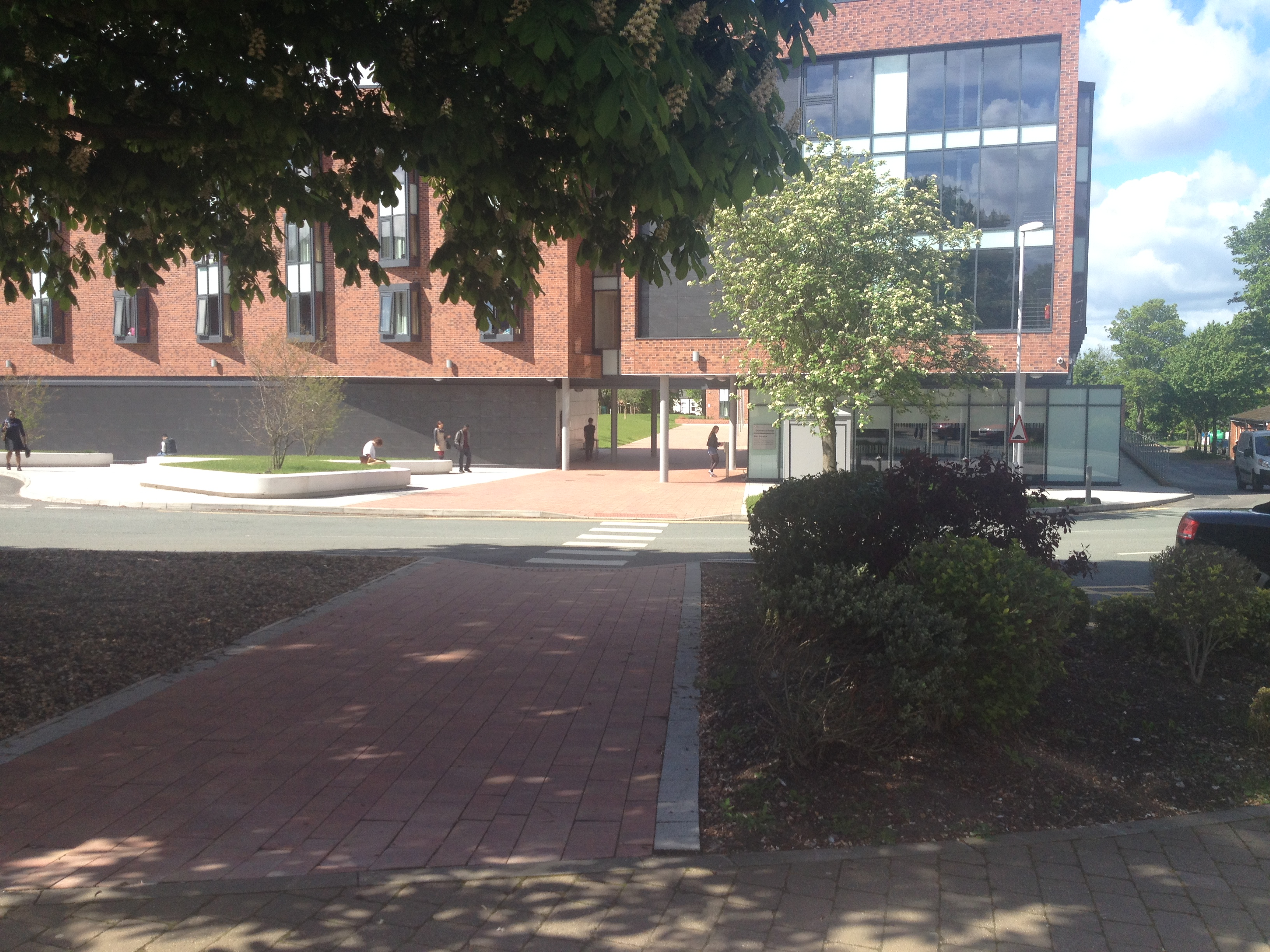
خانه گروسونور، پردیس جاده پارکگیت، چستر
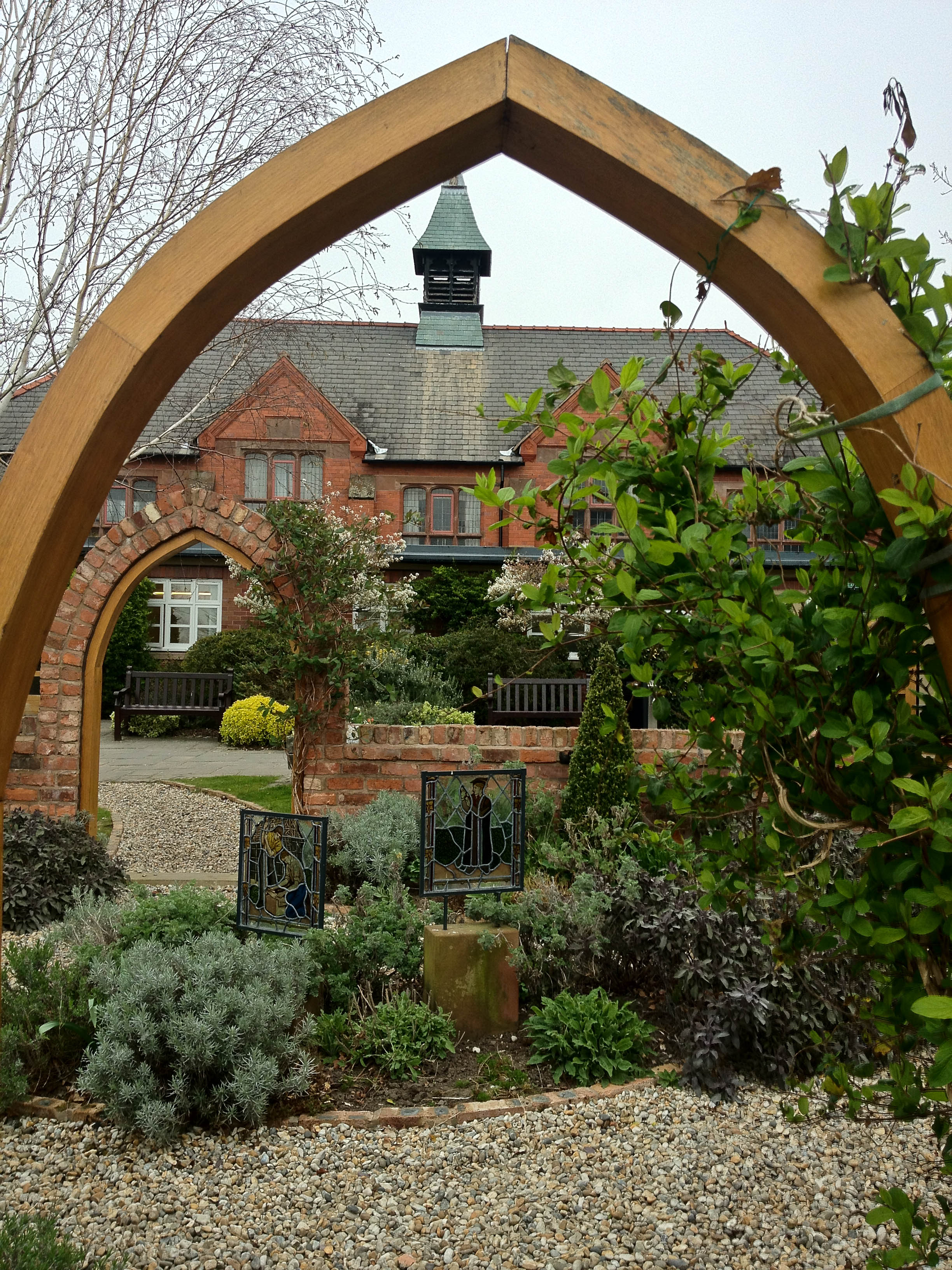
پردیس جاده پارک گیت، باغ فارغ التحصیلان چستر
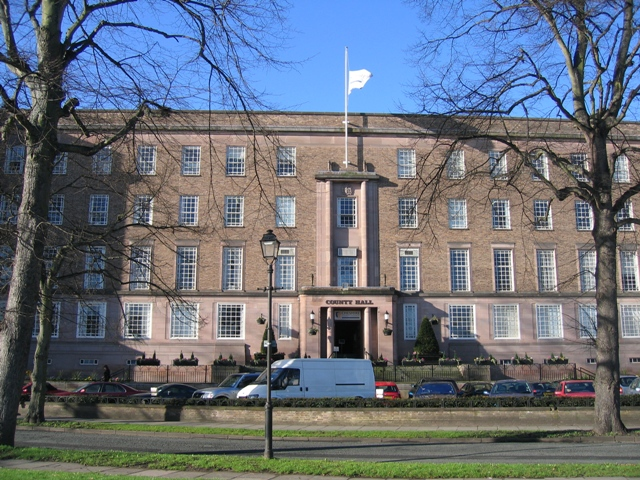
پردیس ریورساید
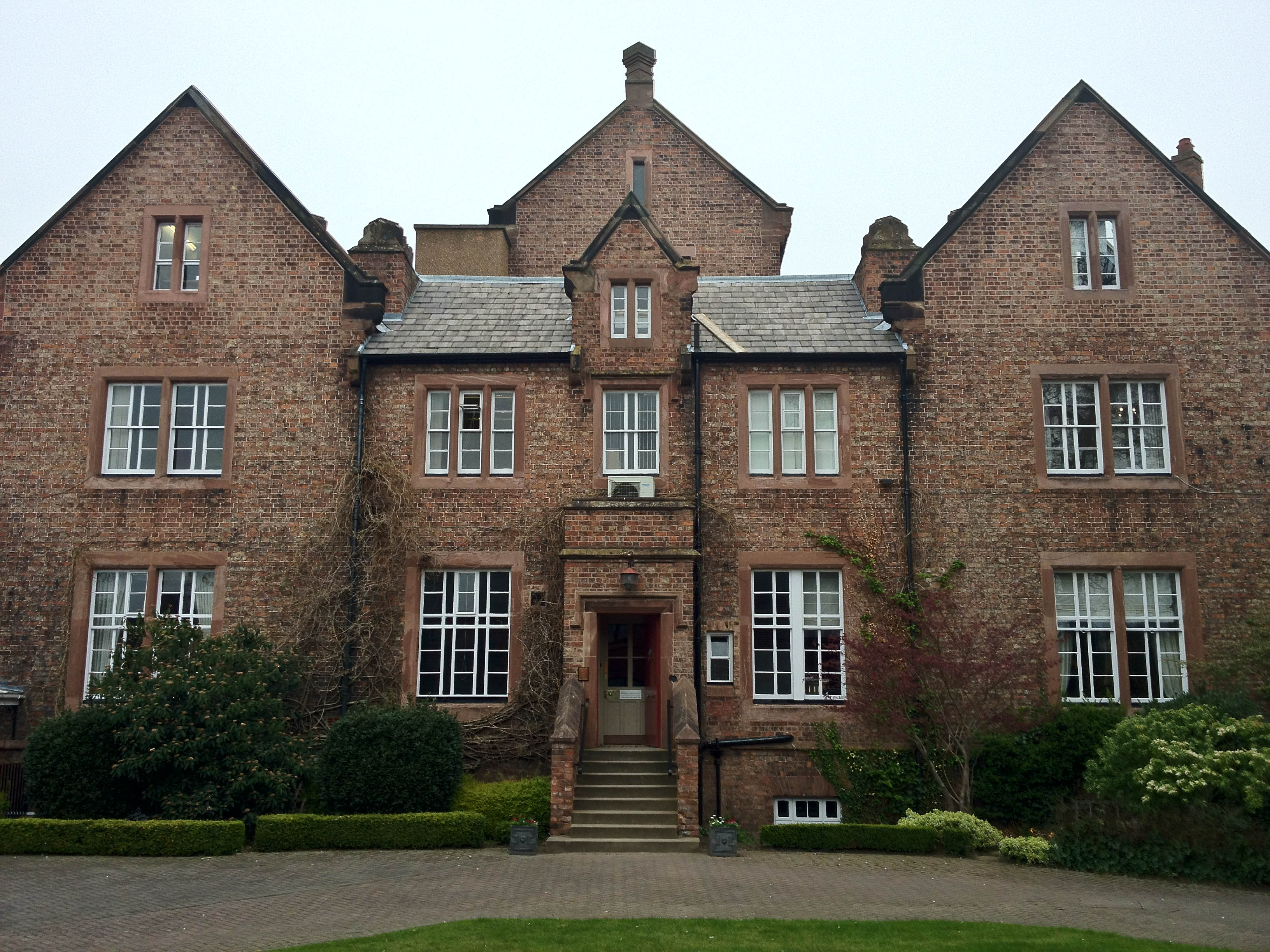
مجلس سنا، پردیس جاده پارکگیت، چستر
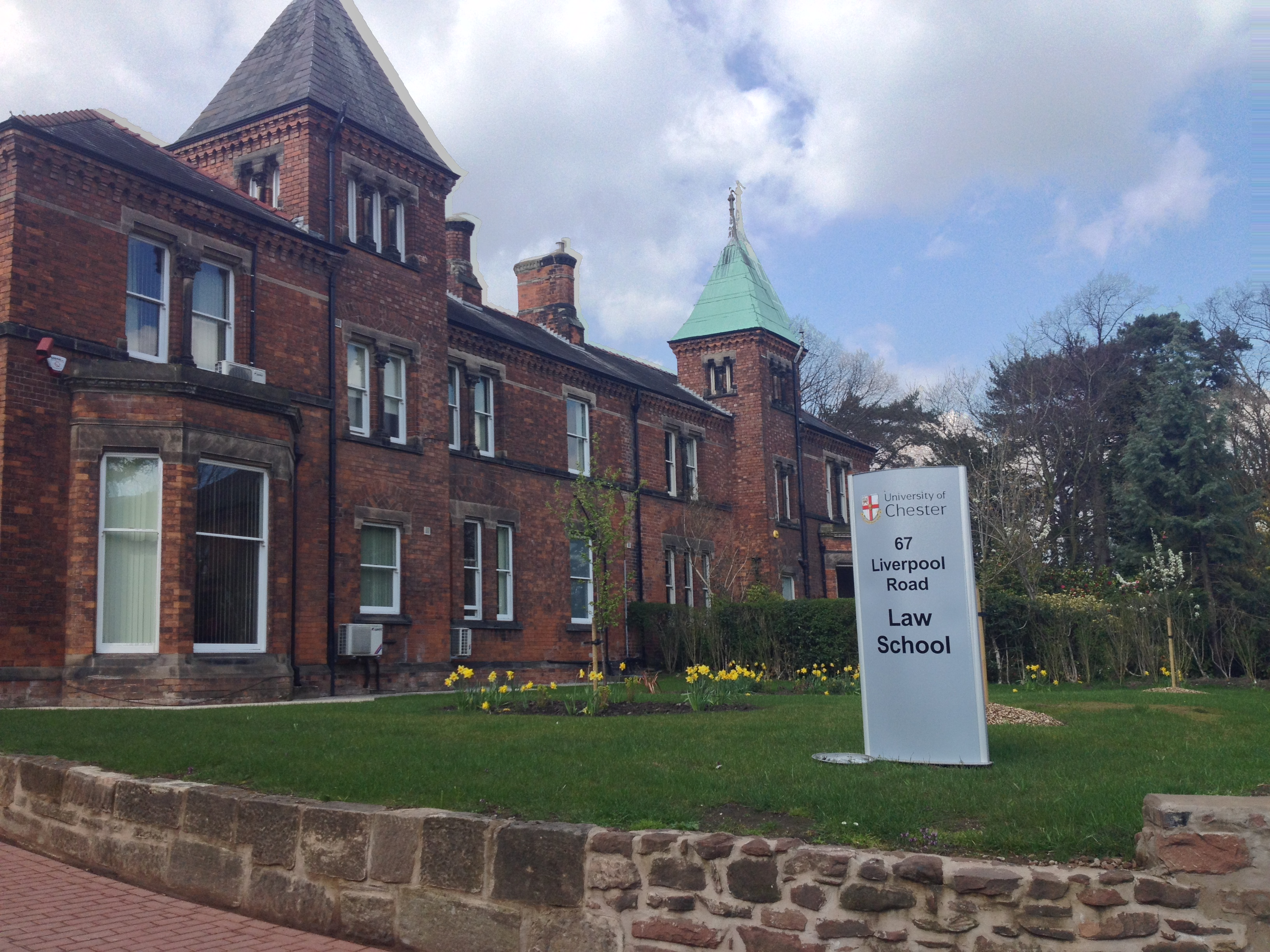
دانشکده حقوق دانشگاه چستر، جاده لیورپول
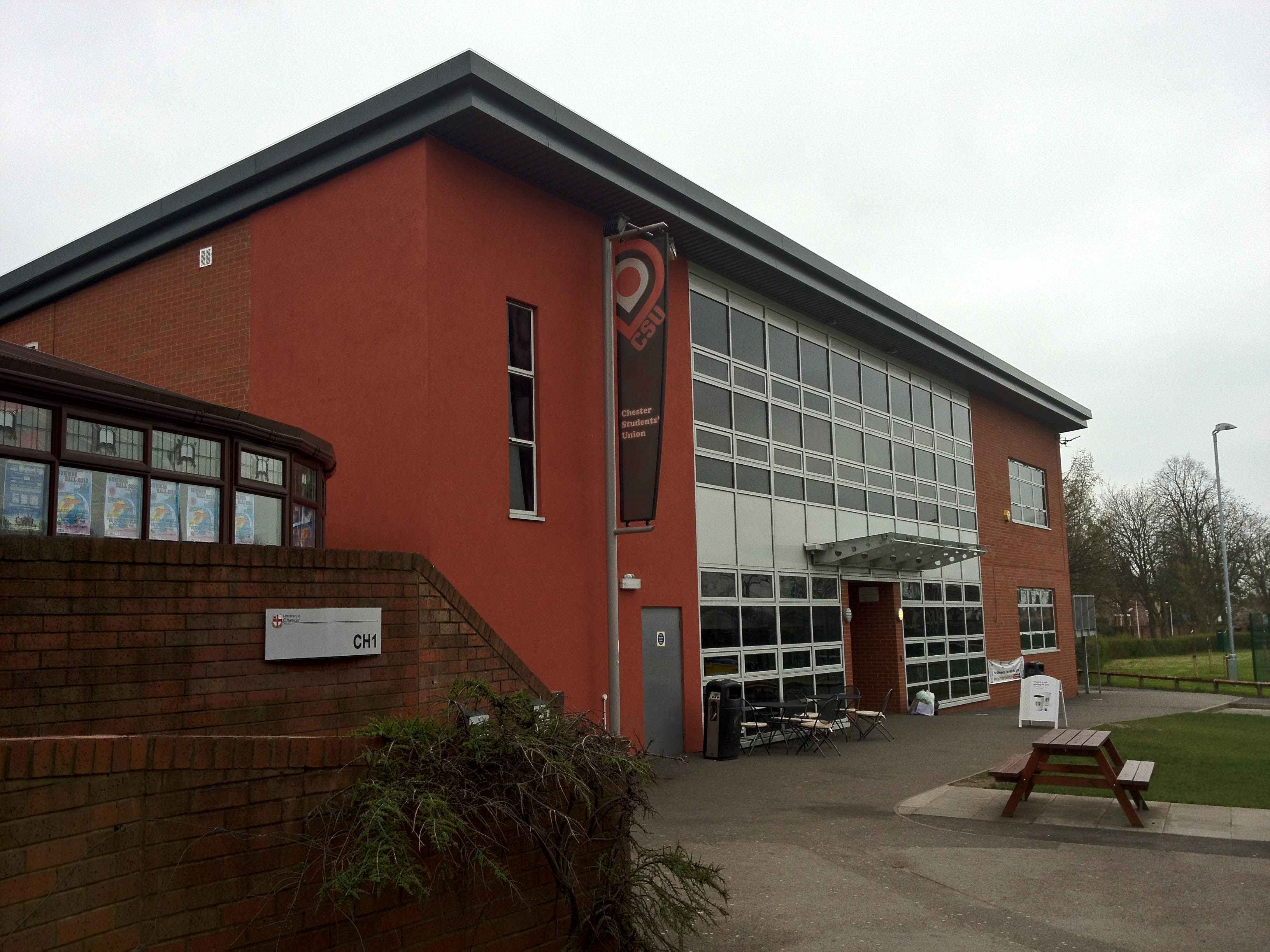
ساختمان اتحادیه دانشجویان، پردیس جاده پارک گیت، چستر
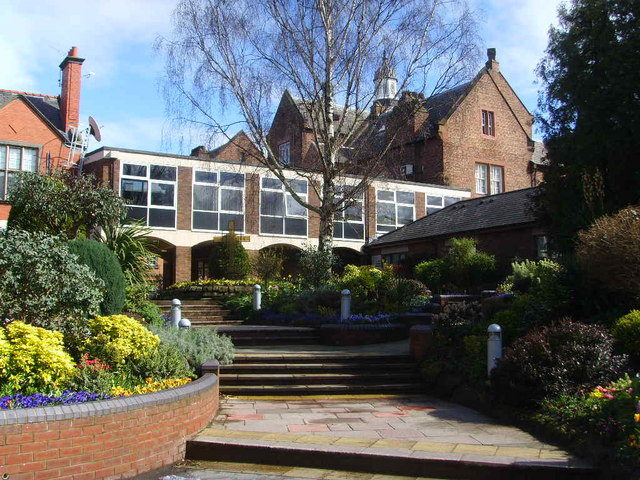
کلواستر، پردیس جاده پارک گیت، چستر
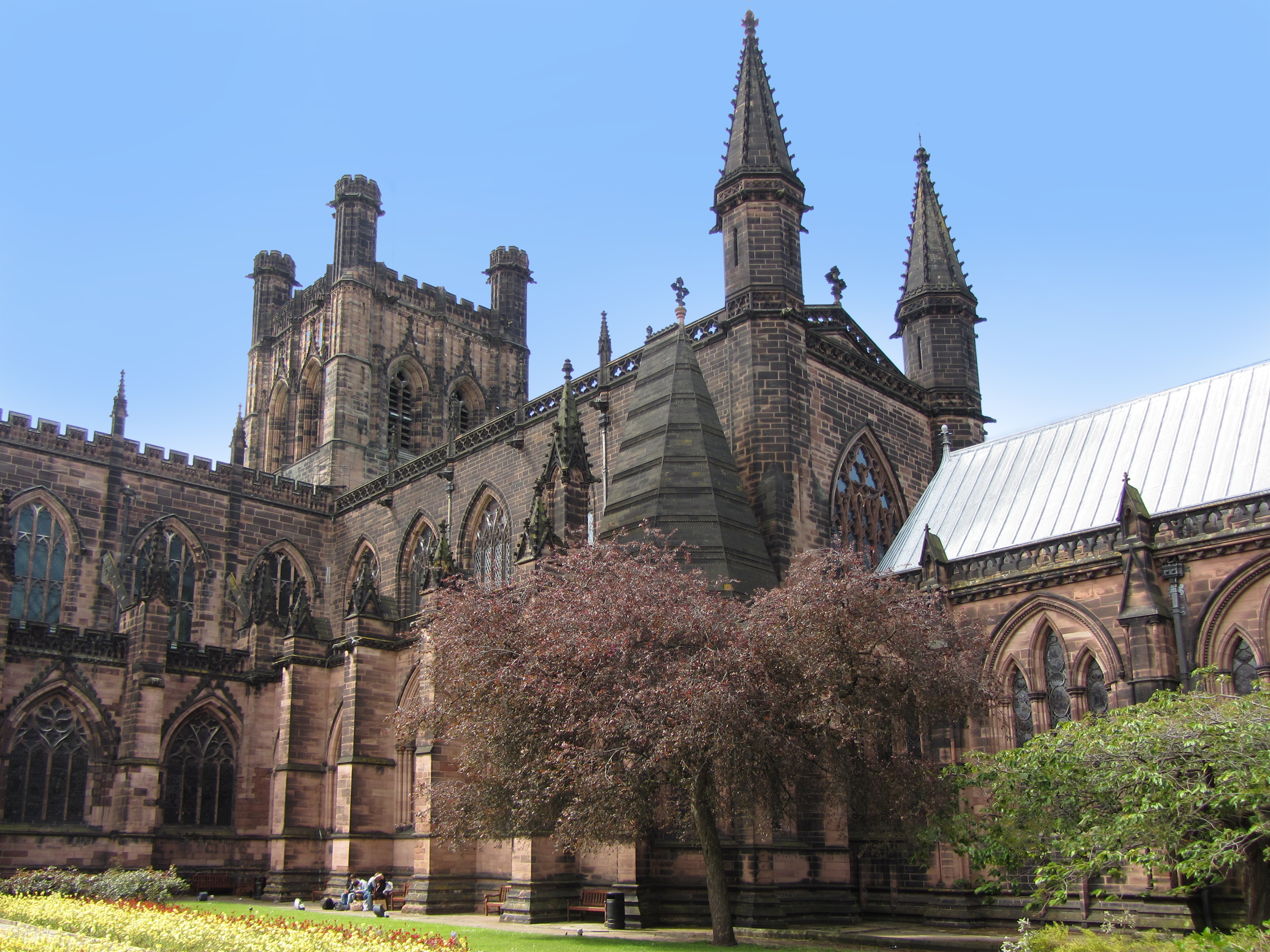
کلیسای جامع چستر، محل برگزاری مراسم فارغ التحصیلی